# Повітовий сеймик
Повітовий сеймик— станово-представницький орган влади в повіті за часів Великого Князівства Литовського і Речі Посполитої.
На повітових сеймиках обговорювалися місцеві та загальнодержавні справи, обиралися депутати на Вольний Сойм Речі Посполитої і розроблялися інструкції для них, там же висувалися кандидати на судові посади (Верховний Трибунал), визначалися податки на потреби повіту.
У XVI—XVIII ст. збори шляхти повіту у Великому князівстві Литовському та Речі Посполитій Обох Народів, діяльність яких регламентувалася законом; форма самореалізації шляхетської громади повіту та державно-правовий інститут, завдяки якому шляхетська громада мала можливість приймати рішення.

## Історія
Генетично воно сягає віча і з'їздів бояр-шляхти певної землі. У 1511 році Сигізмунд I Старий вперше скликав намісників прикордонних земель на скликання шляхти в повітах і запропонував обрати по 2 представники від кожного повіту для участі в сеймі. Поступово така практика прижилася, але шляхтичам не заборонялося брати участь у засіданнях сейму і загалом. На військовому з'їзді в Мінську (листопад 1564 - січень 1565) відбулися дворянські збори деяких повітів (Новагородського, Слонімського, Берестейського, Мінського), на яких обиралися кандидати на земські судові посади, а на Віленському сеймі в 1565-1566 роках. шляхта всієї держави звернулася до Сигізмунда ІІ Августа з пропозицією запровадити в Речі Посполитій земські сейми за зразком Королівства Польського. Віленський привілей 1565 р. засновував повітові соймики (передсоймики) як курію для обрання послів на соймики (по 2 посли від повіту). Статут Великого Князівства Литовського 1566 року визначав час передсоймавих засідань - не пізніше як за 4 тижні до сейму, за Статутом Великого Князівства Литовського 1588 року - 6 тижнів. Для інформування повітової шляхти про питання, які виносилися на сейм, великий князь посилав до повітів господарських послів із сеймовими грамотами, які мали бути передані до гродського суду не пізніш як за 2 тижні до початку сейму. Воєводи (у Віленському, Троцькому, Вітебському, Новогородському та Полоцькому воєводстві (які не поділялися на повіти)) і старости (в інших) або їхні намісники (підвоєводи та підстарости) мали надіслати візничих з цими листами до усіх тих, кому раніше листи сейму надсилали з господарської канцелярії. Решту шляхти сповіщали про сейм у церквах, костьолах, на торжищах. Зазвичай, шляхта збиралася на сеймики в повітових центрах. Тривалість сеймів була визначена перервою (постановою) Гродненського сейму 1567 року у 3 дні, Статутом Великого Князівства Литовського 1588 року — до 4 днів, сеймовою конституцією 1764 року — знову 3 дні. Були випадки, коли голосування проходили 5 днів.
До 1613 року рішення на сеймах повинні були прийматися консенсусом («одноголосна думка»). Соймова ухвала (конституція) 1613 року визначала, що вибори послів на сейми та деякі інші питання вирішуються простою більшістю голосів. Відповідно до сеймових конституцій XVIII століття рішення на сеймиках приймалися як більшістю голосів, так і одноголосно. На засіданнях сеймиків головував найвищий урядовець або земський маршалок. Перерва Гродненського сейму 1567 року передбачала матеріальну відповідальність посадових осіб за відсутність на сеймі без «поважних причин», яка була скасована Статутом Великого Князівства Литовського 1588 року. Шляхтичі, які володіли маєтками в різних повітах, могли бути присутніми на будь-якому з повітових сеймиків, де вони володіли землею. На передсоймі повітова шляхта мала вислухати посла (легата) великого князя про скликання сейму та питання для обговорення, вибрати 2 послів і скласти для них інструкцію. Відповідно до Статуту Великого князівства Литовського 1588 року після сеймів, але не пізніше як через 4 тижні, мали відбуватися посеймові або реляційні сеймики. Прибувши з сейму, посли попереджали про своє повернення воєвод чи старосту, вони або їхні заступники сповіщали повітову шляхту про час сеймика. На цих зборах посли звітували про свою діяльність на зборах і оголошували ухвали сеймів. З кінця XVI століття реляційні сейми приймали постанови про виконання сеймових конституцій, а також у справах, що передавалися на сеймах до «панів-братів» (про згоду на податкові сеймові постанови, про обрання окружних поборців тощо).
Крім сеймиків, які формально скликалися господарем, існували з'їзди або збори, які скликалися на розсуд повітової шляхти. Надзвичайні шляхетські з'їзди міжкоролівських часів уперше відбулися у ВКЛ після смерті Сигізмунда ІІ Августа наприкінці 1572 — на початку 1573 років. Пізніше подібні сеймики, які фактично й юридично мали повноваження обирати нового монарха, отримали назву каптурових. Організовані на принципах конфедерації, вони створили конфедеративний уряд і каптурійський суд. Закон і практика визнавали значення з'їздів повітової шляхти під час земських судових років і городських рочків. Такі збори могли закінчуватися ухваленням резолюцій з громадських справ, часто у формі спротиву діям адміністрації. Сеймові конституції 1659 і 1717 років заборонили скликати сеймики без монаршого універсала.
Закон 1581 року передбачав депутатські (трибунальні, волосні) збори для обрання головних суддів Трибуналу Великого князівства Литовського. Вони збиралися самостійно кожного року 2 лютого на свято Матері Божої Грамницької. Парламентські вибори могли збігатися з передсеймовим чи виборчим опитуванням, пізніше – з економічним сеймиком.
На виборчих зборах шляхта обирала електів (кандидатів) на посади судді, магістрата і Писароземського повітового суду (з 1564-1566 рр.), підкоморія, хорунжого (з 1589 р.) та на деякі інші посади. Одному з обраних на сеймику кандидатів великий князь був зобов'язаний видати номінаційний привілей. Передбачалося авансування (просування) повітового писаря або підсудка на посаду судді, а повітового писаря — у підсудки на виборчих сеймиках. Конвокаційний сейм 1764 року скасував підсудковий уряд, збільшивши кількість повітових суддів до 4, які обиралися на сеймиках більшістю голосів. Після тривалої боротьби шляхта отримало право обирати кандидатів на уряди повітових хорунжих і підкоморія, що було закріплено Статутом Великого князівства Литовського 1588 року. У XVII столітті Повітова шляхта отримала право репрезентувати монарха-електа і на найвищу посаду в повіті — повітового маршалка (що було передбачено сеймовими конституціями 1631 і 1669 рр.), але на практиці це відбувалося з кінця 1680-х рр. Можливо, в XVII столітті Віленський і Трокський сеймики обирали електів до урядів віленських і трокських тивунів. Так само на елекційних сеймиках шляхта обирала повітових возних (з 1565 р.), яких затверджував воєвода, та генеральних возних (з 1588 р.), яких призначав на уряд великий князь. В окремих землях ВКЛ, згідно з попередніми привілеями, на зборах обиралися також сенатори — воєвод полоцького і вітебського, а також жамойського старосту.
Господарський сеймик ухвалював рішення про повітові справи, про розподіл затверджених сеймом податків, обирав збирачів податків і наглядав за їхньою діяльністю, затверджував воєводські податки, ухвалював рішення про видатки з воєводського скарбу, затверджував набір повітових жовнірів і призначав їх старшин; з середини XVII століття обирав комісарів до Скарбового трибуналу Великого Князівства Литовського. На переписних з'їздах відбувалися шляхетські переписи війська.
Сеймик, як елемент системи органів державної влади (законодавчої, виконавчої та судової) мав подвійний характер, будучи одночасно парламентським інститутом держави та органом місцевого управління та самоврядування. Шляхта розглядала сеймики, як безпосереднє представництво своїх інтересів і прагнула розширити сферу їх діяльності та компетенції. Організаційні форми сеймиків, спосіб їх функціонування, правові відносини з іншими державними установами та різні аспекти їх діяльності лише частково регулювалися нормами писаного права. Реформування сеймикової системи розпочалося за часів правління Станіслава Августа Панятовського (1764-1795), який поєднав боротьбу за реальне виконання повноважень короля з утворенням власної партії та прагненням позбавити магнатів їхньої клієнтури. На коронаційному сеймі 1764 року була прийнята конституція, яка чітко визначала порядок проведення сеймових засідань. Тоді ж було постановлено, що депутатом, послом чи урядовцем може стати лише шляхтич, який досяг 23 років. На підставі сеймового наказу 1768 року на сейм могли з'являтися лише особи, які народилися у ВКЛ, досягли 18-річного віку і мали спадкову (успадковану), закладену, довічну чи орендну нерухомість, а також сини та брати власника.
Чотирирічний сейм 1788-1792 років прийняв 24 лютого 1791 року закон «Соймики», згодом включений до Конституції 3 травня 1791 року серед конституційних законів. Відповідно до нього право голосу в сеймі мали лише шляхтичі — власники нерухомого майна з 18 років, а також заставні та довічні власники, якщо вони сплачували податки певної висоти (понад 100 злотих). Бідні шляхтичі були позбавлені права брати участь у сеймах, оскільки вони «не могли мати самостійного голосу, а служили лише знаряддям панських інтриг». Закон визначив, що щорічно 14 лютого відбуватимуться сеймики для виборів депутатів Трибуналу, раз на два роки 18 липня — для виборів послів на сейм і комісарів до звичайних цивільно-військових комісій. На депутатських сеймиках мали розглядатися також економічні питання. Урядові вибори мали відбутися на найближчому сеймику, встановленому законом. Реляційні сеймики могли бути скликані, якщо закінчення сесії сейму відокремлювало від найближчих сеймиків більше ніж 2 місяці. Відтепер засіданнями сеймику мали керувати маршалок і асесори, у ВКЛ дозволялося, щоб функції маршалка перебирав найвищий урядовець на сеймі.